# Dirka po Španiji 1984
Dirka po Španiji 1984 (špansko Vuelta a España 1984) je 39. izvedba dirke po Španiji, tritedenske moške cestne kolesarske etapne dirke. Začela se je 17. aprila v Jerezu de la Frontera in končala 6. maja v Madridu. Sodelovalo je 130 kolesarjev iz 13-ih ekip. Rumeno majico je prvič osvojil Éric Caritoux (Skil–Reydel–Sem–Mavic), drugo mesto Alberto Fernández Blanco (Zor–Gemeaz Cusin), tretje pa Raimund Dietzen (Teka). Modro majico je osvojil Guido Van Calster (Del Tongo–Colnago), zeleno majico pa Felipe Yáñez (Orbea–Danena).

## Ekipe
- Alfa Lum–Olmo
- Del Tongo–Colnago
- Dormilón
- Gis Gelati–Tuc Lu
- Hueso-Motta
- Kelme
- Orbea–Danena
- Reynolds
- Safir–Van de Ven
- Skil–Reydel–Sem–Mavic
- Teka
- Tönissteiner–Lotto–Mavic
- Zor–Gemeaz Cusin

## Etape
| Etapa | Datum     | Štart/Cilj                                | Razdalja | Tip     | Tip                  | Zmagovalec                |         |
| ----- | --------- | ----------------------------------------- | -------- | ------- | -------------------- | ------------------------- | ------- |
| P     | 17. april | Jerez de la Frontera                      | 6,6 km   |         | posamični kronometer | Francesco Moser (ITA)     |         |
| 1     | 18. april | Jerez de la Frontera – Málaga             | 272 km   |         | gorska etapa         | Noël Dejonckheere (BEL)   |         |
| 2     | 19. april | Málaga – Almería                          | 202 km   |         | ravninska etapa      | Guido Van Calster (BEL)   |         |
| 3     | 20. april | Mojácar – Elche                           | 204 km   |         | ravninska etapa      | Jozef Lieckens (BEL)      |         |
| 4     | 21. april | Elche – Valencia                          | 197 km   |         | gorska etapa         | Noël Dejonckheere (BEL)   |         |
| 5     | 22. april | Valencia – Salou                          | 245 km   |         | ravninska etapa      | Jozef Lieckens (BEL)      |         |
| 6     | 23. april | Salou – Sant Quirze del Vallès            | 113 km   |         | gorska etapa         | Michel Pollentier (BEL)   |         |
| 7     | 24. april | Sant Quirze del Vallès – Rasos de Peguera | 184 km   |         | gorska etapa         | Éric Caritoux (FRA)       |         |
| 8     | 25. april | Cardona – Zaragoza                        | 269 km   |         | gorska etapa         | Roger De Vlaeminck (BEL)  |         |
| 9     | 26. april | Zaragoza – Soria                          | 159 km   |         | gorska etapa         | Orlando Maini (ITA)       |         |
| 10    | 27. april | Soria – Burgos                            | 148 km   |         | ravninska etapa      | Palmiro Masciarelli (ITA) |         |
| 11    | 28. april | Burgos – Santander                        | 182 km   |         | gorska etapa         | Francesco Moser (ITA)     |         |
| 12    | 29. april | Santander – Lagos de Covadonga            | 199 km   |         | gorska etapa         | Raimund Dietzen (FRG)     |         |
| 13    | 30. april | Cangas de Onís – Oviedo                   | 170 km   |         | gorska etapa         | Guido Van Calster (BEL)   |         |
| 14    | 1. maj    | Lugones – Monte Naranco                   | 12 km    |         | posamični kronometer | Julián Gorospe (ESP)      |         |
| 15    | 2. maj    | Oviedo – León                             | 121 km   |         | gorska etapa         | Antonio Coll (ESP)        |         |
| 16    | 3. maj    | León – Valladolid                         | 138 km   |         | ravninska etapa      | Daniël Rossel (BEL)       |         |
| 17    | 4. maj    | Valladolid – Segovia                      | 258 km   |         | gorska etapa         | José Recio (ESP)          |         |
| 18a   | 5. maj    | Segovia – Torrejón de Ardoz               | 145 km   |         | gorska etapa         | Jesus Suárez Cuevas (ESP) |         |
| 18b   | 5. maj    | Torrejón de Ardoz                         | 33 km    |         | posamični kronometer | Julián Gorospe (ESP)      |         |
| 19    | 6. maj    | Torrejón de Ardoz – Madrid                | 139 km   |         | ravninska etapa      | Noël Dejonckheere (BEL)   |         |
|       | Skupaj    | Skupaj                                    | 3593 km  | 3593 km | 3593 km              | 3593 km                   | 3593 km |

## Razvrstitev po klasifikacijah
| Etapa  | Zmagovalec          | Rumena majica · | Modra majica ·    | Zelena majica · | Ekipno   |
| ------ | ------------------- | --------------- | ----------------- | --------------- | -------- |
| P      | Francesco Moser     | Francesco Moser | Francesco Moser   | brez            | Reynolds |
| 1      | Noël Dejonckheere   | Francesco Moser | Noël Dejonckheere | Angel Camarillo | Reynolds |
| 2      | Guido Van Calster   | Francesco Moser | Guido Van Calster | Angel Camarillo | Reynolds |
| 3      | Jozef Lieckens      | Francesco Moser | Guido Van Calster | Angel Camarillo | Reynolds |
| 4      | Noël Dejonckheere   | Francesco Moser | Noël Dejonckheere | Felipe Yáñez    | Reynolds |
| 5      | Jozef Lieckens      | Francesco Moser | Noël Dejonckheere | Felipe Yáñez    | Teka     |
| 6      | Michel Pollentier   | Francesco Moser | Noël Dejonckheere | Felipe Yáñez    | Teka     |
| 7      | Éric Caritoux       | Pedro Delgado   | Noël Dejonckheere | Felipe Yáñez    | Teka     |
| 8      | Roger De Vlaeminck  | Pedro Delgado   | Noël Dejonckheere | Felipe Yáñez    | Teka     |
| 9      | Orlando Maini       | Pedro Delgado   | Noël Dejonckheere | Felipe Yáñez    | Teka     |
| 10     | Palmiro Masciarelli | Pedro Delgado   | Noël Dejonckheere | Felipe Yáñez    | Teka     |
| 11     | Francesco Moser     | Pedro Delgado   | Guido Van Calster | Felipe Yáñez    | Teka     |
| 12     | Raimund Dietzen     | Éric Caritoux   | Guido Van Calster | Felipe Yáñez    | Teka     |
| 13     | Guido Van Calster   | Éric Caritoux   | Guido Van Calster | Felipe Yáñez    | Teka     |
| 14     | Julián Gorospe      | Éric Caritoux   | Guido Van Calster | Felipe Yáñez    | Teka     |
| 15     | Antonio Coll        | Éric Caritoux   | Guido Van Calster | Felipe Yáñez    | Teka     |
| 16     | Daniel Rossel       | Éric Caritoux   | Guido Van Calster | Felipe Yáñez    | Teka     |
| 17     | José Recio          | Éric Caritoux   | Guido Van Calster | Felipe Yáñez    | Teka     |
| 18a    | Jesús Suárez Cueva  | Éric Caritoux   | Guido Van Calster | Felipe Yáñez    | Teka     |
| 18b    | Julián Gorospe      | Éric Caritoux   | Guido Van Calster | Felipe Yáñez    | Teka     |
| 19     | Noël Dejonckheere   | Éric Caritoux   | Guido Van Calster | Felipe Yáñez    | Teka     |
| Skupaj | Skupaj              | Éric Caritoux   | Guido Van Calster | Felipe Yáñez    | Teka     |

## Končna razvrstitev
| Legenda | Legenda                                    | Legenda | Legenda                         |
| ------- | ------------------------------------------ | ------- | ------------------------------- |
|         | Predstavlja vodilnega v skupnem seštevku   |         | Predstavlja vodilnega po točkah |
|         | Predstavlja vodilnega v gorski razvrstitvi |         |                                 |

### Rumena majica
| Poz. | Kolesar                        | Ekipa                 | Čas         |
| ---- | ------------------------------ | --------------------- | ----------- |
| 1    | Éric Caritoux (FRA)            | Skil–Reydel–Sem–Mavic | 90h 08' 03" |
| 2    | Alberto Fernández Blanco (ESP) | Zor–Gemeaz Cusin      | + 6"        |
| 3    | Raimund Dietzen (GER)          | Teka                  | + 1' 33"    |
| 4    | Pedro Delgado (ESP)            | Reynolds              | + 1' 43"    |
| 5    | Edgar Corredor (COL)           | Teka                  | + 3' 40"    |
| 6    | Julián Gorospe (ESP)           | Reynolds              | + 4' 41"    |
| 7    | José Patrocinio Jiménez (COL)  | Teka                  | + 7' 10"    |
| 8    | Vicente Belda (ESP)            | Kelme                 | + 7' 14"    |
| 9    | José Recio (ESP)               | Kelme                 | + 7' 21"    |
| 10   | Francesco Moser (ITA)          | Gis Gelati–Tuc Lu     | + 8' 41"    |

### Modra majica
| Poz. | Kolesar                     | Ekipa                    | Točke |
| ---- | --------------------------- | ------------------------ | ----- |
| 1    | Guido Van Calster (BEL)     | Del Tongo–Colnago        | 204   |
| 2    | Noël Dejonckheere (BEL)     | Teka                     | 168   |
| 3    | Jozef Lieckens (BEL)        | Safir–Van de Ven         | 138   |
| 4    | Francesco Moser (ITA)       | Gis Gelati–Tuc Lu        | 110   |
| 5    | Benny Van Brabant (BEL)     | Tönissteiner–Lotto–Mavic | 102   |
| 6    | Jesús Suárez Cueva (ESP)    | Hueso-Motta              | 98    |
| 7    | Julián Gorospe (ESP)        | Reynolds                 | 96    |
| 8    | Miguel Angel Iglesias (ESP) | Kelme                    | 90    |
| 9    | Éric Caritoux (FRA)         | Skil–Reydel–Sem–Mavic    | 88    |
| 10   | Raimund Dietzen (GER)       | Teka                     | 82    |

### Zelena majica
| Poz. | Kolesar                        | Ekipa                 | Čas |
| ---- | ------------------------------ | --------------------- | --- |
| 1    | Felipe Yáñez (ESP)             | Orbea–Danena          | 81  |
| 2    | José Luis Laguía (ESP)         | Reynolds              | 59  |
| 3    | Éric Caritoux (FRA)            | Skil–Reydel–Sem–Mavic | 50  |
| 4    | Vicente Belda (ESP)            | Kelme                 | 49  |
| 5    | Alberto Fernández Blanco (ESP) | Zor–Gemeaz Cusin      | 40  |

### Ekipna razvrstitev
| Poz. | Ekipa                 | Čas          |
| ---- | --------------------- | ------------ |
| 1    | Teka                  | 270h 24' 40" |
| 2    | Zor–Gemeaz Cusin      | + 9' 35"     |
| 3    | Reynolds              | + 20' 17"    |
| 4    | Hueso-Motta           | + 23' 58"    |
| 5    | Skil–Reydel–Sem–Mavic | + 39' 25"    |

### Leteči cilji
| Poz. | Kolesar                   | Ekipa             | Točke |
| ---- | ------------------------- | ----------------- | ----- |
| 1    | Jozef Lieckens (BEL)      | Safir–Van de Ven  | 39    |
| 2    | Eddy Van Haerens (BEL)    | Safir–Van de Ven  | 30    |
| 3    | Mariano Bayon (ESP)       | Dormilón          | 17    |
| 4    | Antonio Coll (ESP)        | Teka              | 12    |
| 5    | Palmiro Masciarelli (ITA) | Gis Gelati–Tuc Lu | 11    |

### Šprinti
| Poz. | Kolesar                  | Ekipa                    | Točke |
| ---- | ------------------------ | ------------------------ | ----- |
| 1    | Jesús Suárez Cueva (ESP) | Hueso-Motta              | 35    |
| 2    | José Maria Caroz (ESP)   | Dormilón                 | 19    |
| 3    | Daniël Rossel (BEL)      | Tönissteiner–Lotto–Mavic | 15    |
| 4    | Jean-Claude Bagot (FRA)  | Skil–Reydel–Sem–Mavic    | 13    |
| 5    | Antonio Coll (ESP)       | Teka                     | 8     |